# Campionati europei di nuoto 1974
La XIII edizione dei campionati europei di nuoto si è svolta dal 18 al 25 agosto 1974 a Vienna, nella piscina all'aperto dello "Stadionbad" e in quella al coperto per i tuffi dello "Stadthallenbad". La città è tornata ad ospitare la manifestazione per la seconda volta, dopo l'edizione del 1950.
Per la prima volta sono state inserite nel programma tre gare di nuoto sincronizzato, che sono state disputate ad Amsterdam qualche giorno prima dell'inizio delle gare a Vienna (fatto che non si è ripetuto nei successivi campionati) e che sono andate tutte appannaggio del Regno Unito.
La Germania Est ha ripetuto l'exploit della precedente edizione, vincendo un terzo delle medaglie assegnate, segnando un particolare predominio nel nuoto femminile, con tredici ori vinti sui quattordici disponibili, migliorando i primati mondiali in dieci gare contro i due battuti dagli uomini. Tra le prestazioni delle ondine tedesche si segnalano i due primati di Karla Linke nei 200 m rana in batteria (2'37"44) e in finale (2'34"99), i tre di Ulrike Richter in batteria (1'04"09), in finale (1'03"30) e in prima frazione di staffetta (1'03"08) nei 100 m dorso, nonché quello della 4 × 100 m mista vinta con 9"88 di vantaggio sulla seconda squadra.

## Medagliere
| Posizione | Paese            |    |    |    | Totale |
| --------- | ---------------- | -- | -- | -- | ------ |
| 1         | Germania Est     | 17 | 15 | 4  | 36     |
| 2         | Germania Ovest   | 6  | 5  | 4  | 15     |
| 3         | Gran Bretagna    | 5  | 3  | 3  | 11     |
| 4         | Ungheria         | 3  | 1  | 4  | 8      |
| 5         | Unione Sovietica | 2  | 7  | 11 | 20     |
| 6         | Italia           | 2  | 2  | 1  | 5      |
| 7         | Svezia           | 2  | 1  | 3  | 6      |
| 8         | Paesi Bassi      | 0  | 3  | 5  | 8      |
| 9         | Francia          | 0  | 0  | 1  | 1      |
| 9         | Jugoslavia       | 0  | 0  | 1  | 1      |
| Totale    | Totale           | 37 | 37 | 37 | 111    |

## Nuoto

### Uomini
M = primato mondiale
| Evento               | Oro                                                                       | Perform.  | Argento                                                                           | Perform. | Bronzo                                                                      | Perform. |
| Stile libero         |                                                                           |           |                                                                                   |          |                                                                             |          |
| 100 m                | Peter Nocke                                                               | 52"18     | Vladimir Bure                                                                     | 52"19    | Klaus Steinbach                                                             | 52"31    |
| 200 m                | Peter Nocke                                                               | 1'53"10   | Klaus Steinbach                                                                   | 1'53"72  | Aleksandr Samsonov                                                          | 1'53"74  |
| 400 m                | Aleksandr Samsonov                                                        | 4'02"11   | Bengt Gingsjö                                                                     | 4'03"79  | Andrej Krylov                                                               | 4'04"32  |
| 1500 m               | Frank Pfütze                                                              | 15'54"57  | James Carter                                                                      | 15'54"78 | Igor Yevgrafov                                                              | 16'04"42 |
| Dorso                |                                                                           |           |                                                                                   |          |                                                                             |          |
| 100 m                | Roland Matthes                                                            | 58"21     | Lutz Wanja                                                                        | 58"66    | Zoltán Verrasztó                                                            | 58"78    |
| 200 m                | Roland Matthes                                                            | 2'04"64   | Zoltán Verrasztó                                                                  | 2'04"76  | Róbert Rudolf                                                               | 2'07"52  |
| Rana                 |                                                                           |           |                                                                                   |          |                                                                             |          |
| 100 m                | Nikolaj Pankin                                                            | 1'05"63   | Walter Kusch                                                                      | 1'06"04  | David Leigh                                                                 | 1'06"17  |
| 200 m                | David Wilkie                                                              | 2'20"42 M | Nikolaj Pankin                                                                    | 2'22"84  | David Leigh                                                                 | 2'23"79  |
| Delfino              |                                                                           |           |                                                                                   |          |                                                                             |          |
| 100 m                | Roger Pyttel                                                              | 55"90     | Roland Matthes                                                                    | 56"68    | Folkert Meeuw                                                               | 57"60    |
| 200 m                | András Hargitay                                                           | 2'03"80   | Brian Binkley                                                                     | 2'04"13  | Hartmut Flöckner                                                            | 2'04"55  |
| Misti                |                                                                           |           |                                                                                   |          |                                                                             |          |
| 200 m                | David Wilkie                                                              | 2'06"32   | Christian Lietzmann                                                               | 2'07"61  | András Hargitay                                                             | 2'09"08  |
| 400 m                | András Hargitay                                                           | 4'28"89 M | Christian Lietzmann                                                               | 4'30"32  | Andrey Smirnov                                                              | 4'32"48  |
| Staffette            |                                                                           |           |                                                                                   |          |                                                                             |          |
| 4×100 m stile libero | Germania Ovest Klaus Steinbach Gerhard Schiller Kersten Meier Peter Nocke | 3'30"61   | Unione Sovietica Vladimir Bure Aleksandr Samsonov Anatoli Ribakov Georgij Kulikov | 3'32"01  | Germania Est Roger Pyttel Roland Matthes Wilfred Hartung Lutz Wanja         | 3'32"54  |
| 4×200 m stile libero | Germania Ovest Klaus Steinbach Werner Lampe Folkert Meeuw Peter Nocke     | 7'39"70   | Unione Sovietica Aleksandr Samsonov Andrej Krylov Viktor Aboimov Georgij Kulikov  | 7'42"06  | Svezia Bernt Zarnowiecki Anders Bellbring Peter Pettersson Bengt Gingsjö    | 7'43"10  |
| 4×100 m misti        | Germania Ovest Klaus Steinbach Walter Kusch Folkert Meeuw Peter Nocke     | 3'51"57   | Gran Bretagna Colin Cunningham David Wilkie Brian Brinkley Stephen Nash           | 3'54"13  | Unione Sovietica Igor Potiakin Nicolay Pankin Viktor Sharigin Vladimir Bure | 3'54"37  |

### Donne
M = primato mondiale
| Evento               | Oro                                                                      | Perform.  | Argento                                                                 | Perform. | Bronzo                                                                     | Perform. |
| Stile libero         |                                                                          |           |                                                                         |          |                                                                            |          |
| 100 m                | Kornelia Ender                                                           | 56"96 M   | Angela Franke                                                           | 57"82    | Enith Brigitha                                                             | 58"10    |
| 200 m                | Kornelia Ender                                                           | 2'03"22 M | Enith Brigitha                                                          | 2'03"73  | Andrea Heife                                                               | 2'05"04  |
| 400 m                | Angela Franke                                                            | 4'17"83   | Cornelia Dörr                                                           | 4'19"72  | Novella Calligaris                                                         | 4'22"92  |
| 800 m                | Cornelia Dörr                                                            | 8'52"45   | Novella Calligaris                                                      | 8'57"93  | Gudrun Wegner                                                              | 8'59"79  |
| Dorso                |                                                                          |           |                                                                         |          |                                                                            |          |
| 100 m                | Ulrike Richter                                                           | 1'03"30 M | Ulrike Tauber                                                           | 1'05"07  | Enith Birgitha                                                             | 1'05"94  |
| 200 m                | Ulrike Richter                                                           | 2'17"35 M | Ulrike Tauber                                                           | 2'18"72  | Enith Birgitha                                                             | 2'21"33  |
| Rana                 |                                                                          |           |                                                                         |          |                                                                            |          |
| 100 m                | Christel Justen                                                          | 1'12"55 M | Renate Vogel                                                            | 1'13"69  | Ágnes Kaczander                                                            | 1'14"95  |
| 200 m                | Karla Linke                                                              | 2'34"99 M | Anne-Katrin Schott                                                      | 2'38"88  | Marina Yurchenya                                                           | 2'42"04  |
| Delfino              |                                                                          |           |                                                                         |          |                                                                            |          |
| 100 m                | Rosemarie Kother                                                         | 1'01"99 M | Anne-Katrin Leucht                                                      | 1'03"63  | Gunilla Andersson                                                          | 1'04"67  |
| 200 m                | Rosemarie Kother                                                         | 2'14"45   | Anne-Katrin Leucht                                                      | 2'18"45  | Barbara Schwartzfeldt                                                      | 2'19"71  |
| Misti                |                                                                          |           |                                                                         |          |                                                                            |          |
| 200 m                | Ulrike Tauber                                                            | 2'18"97 M | Andrea Hübner                                                           | 2'23"97  | Ira Fetisova                                                               | 2'25"40  |
| 400 m                | Ulrike Tauber                                                            | 4'52"42 M | Gudrun Wegner                                                           | 4'58"78  | Susan Richardson                                                           | 5'06"71  |
| Staffette            |                                                                          |           |                                                                         |          |                                                                            |          |
| 4×100 m stile libero | Germania Est Kornelia Ender Angela Franke Andrea Hübner Andrea Eife      | 3'52"48   | Paesi Bassi Anke Rijnders Veronica Stel Ada Pors Enith Brigitha         | 3'57"08  | Francia Claude Mandonnaud Sylvie Le Noach Chantal Schertz Guylaine Berger  | 3'57"61  |
| 4×100 m misti        | Germania Est Ulrike Richter Renate Vogel Rosemarie Kother Kornelia Ender | 4'13"78 M | Germania Ovest Angelika Grieser Christel Justen Beate Jasch Jutta Weber | 4'23"50  | Svezia Gunilla Lundberg Jeannette Pettersson Gunilla Anderson Diana Olsson | 4'23"90  |

## Tuffi

### Uomini
| Evento          | Oro           | Perform. | Argento          | Perform. | Bronzo               | Perform. |
| Trampolino 3m   | Klaus Dibiasi | 603.51   | Giorgio Cagnotto | 593.94   | Vjačeslav Strachov   | 583.71   |
| Piattaforma 10m | Klaus Dibiasi | 562.83   | Falk Hoffmann    | 557.28   | Aleksandr Gendrikson | 522.51   |

### Donne
| Evento          | Oro          | Perform. | Argento        | Perform. | Bronzo               | Perform. |
| Trampolino 3m   | Ulrika Knape | 465.57   | Irina Kalinina | 460.17   | Tamara Safonova      | 455.34   |
| Piattaforma 10m | Ulrika Knape | 408.87   | Irina Kalinina | 399.54   | Elena Vajcechovskaja | 366.12   |

## Nuoto sincronizzato
| Evento  | Oro                                      | Perform. | Argento                                        | Perform. | Bronzo                                      | Perform. |
| Solo    | Jane Holland                             | 93.820   | Angelika Honsbeek                              | 82.040   | Brigitte Serwonski                          | 79.320   |
| Duo     | Gran Bretagna Jane Holland Jennifer Lane | 89.050   | Germania Ovest Beate Mäckle Brigitte Serwonski | 82.415   | Paesi Bassi Helma Guivers Angelika Honsbeek | 78.010   |
| Squadra | Gran Bretagna                            | 88.490   | Germania Ovest                                 | 85.293   | Paesi Bassi                                 | 78.859   |

## Pallanuoto
| Evento          | Oro      | Argento          | Bronzo     |
| Torneo maschile | Ungheria | Unione Sovietica | Jugoslavia |

## Trofeo dei campionati
- Coppa Europa (maschile)

| Posizione | Paese            | Punti |
| 1         | Unione Sovietica | 155   |
| 2         | Germania Ovest   | 140   |
| 3         | Germania Est     | 129   |
| 4         | Ungheria         | 81,5  |
| 5         | Gran Bretagna    | 76    |
| 6         | Italia           | 54    |
| 7         | Svezia           | 28    |
| 8         | Francia          | 13    |
| 9         | Jugoslavia       | 10    |
| 10        | Spagna           | 7     |
| 11        | Paesi Bassi      | 6     |
| 12        | Norvegia         | 2     |
| 12        | Romania          | 2     |
| 14        | Austria          | 1     |

- Coppa Bredius (femminile)

| Posizione | Paese            | Punti |
| 1         | Germania Est     | 295   |
| 2         | Paesi Bassi      | 59    |
| 3         | Unione Sovietica | 56,5  |
| 3         | Svezia           | 56,5  |
| 5         | Germania Ovest   | 44,5  |
| 6         | Francia          | 20    |
| 7         | Italia           | 19    |
| 8         | Gran Bretagna    | 13    |
| 9         | Ungheria         | 9     |
| 10        | Cecoslovacchia   | 3     |
| 11        | Belgio           | 1     |